# منتخب هونغ كونغ للكورفبال
منتخب هونغ كونغ للكورفبال هو ممثل هونغ كونغ الرسمي في المنافسات الدولية في كرة السلة الهولندية
.